# Pierre François Martial de Loménie de Brienne
Pour les autres membres de la famille, voir Famille de Loménie.
 Pierre François Martial de Loménie de Brienne (né à Marseille le 18 juin 1763  - †  exécuté à Paris  le  10 mai 1794) est abbé commendataire, coadjuteur de l'archevêché de Sens , archevêque in partibus de Trajanopolis (de) du Rhodope.

## Biographie
Pierre François Martial est un des fils adoptifs de Louis-Marie-Athanase de Loménie de Brienne, Ministre de la guerre et de Marie Anne Étiennette Fizeau de Clermont, il est le neveu de Étienne-Charles de Loménie de Brienne, cardinal archevêque de Sens et Principal ministre d'État.
Le jeune ecclésiastique effectue une fulgurante carrière grâce à la faveur de l'influente famille Loménie de Brienne. En 1788, il reçoit en commende l'abbaye de Jumièges ; afin de favoriser son accession à l'épiscopat, son oncle le fait désigner par la province ecclésiastique comme futur agent général du clergé de France devant entrer en fonction en 1790. Sans attendre, il le choisit également le 25 août comme coadjuteur de son archevêché de Sens, puis le fait confirmer et élever au titre d'archevêque titulaire in partibus de Trajanopolis (de) du Rhodope le 15 décembre de la même année. Il le consacre lui-même le 11 janvier 1789 .
Le vote de la constitution civile du clergé le prive cependant de son mandat d'agent général du clergé. Pendant la Révolution française, bien que son oncle ait accepté de devenir évêque constitutionnel de l'Yonne en 1791 et qu'il prête le serment et reste son coadjuteur, il subit le même sort que le reste de sa famille : il est traduit devant le Tribunal révolutionnaire et exécuté à Paris avec son père et ses frères le même jour que Madame Élisabeth le 10 mai 1794.